# Вулиця Миколи Миклухи-Маклая
Ву́лиця Миколи Миклухи-Маклая — вулиця в Солом'янському районі Києва, місцевість Монтажник. Пролягає від вулиці Володимира Брожка до вулиці Нечуя-Левицького та вулиці Монтажників.
Прилучаються Травнева вулиця, Сіверсько-Донецький провулок (двічі), Куп'янський провулок та Лисичанська вулиця.

## Історія
Вулиця виникла у 1-й половині XX століття (не раніше 1949 року) під назвою (2-га) Ольгинська. 1955 року отримала назву вулиця Дежнєва, на честь російського мореплавця Семена Дежньова. 
Сучасна назва на честь українського мандрівника Миколи Миклухи-Маклая — з серпня 2022 року.
До середини 1980-х років також існувала вулиця Миклухо-Маклая у Селі Шевченка (Дарницький район).